# ویلیام بوسونز
ویلیام بوسونز (انگلیسی: William Bossons؛ آوریل ۱۹۰۱ – 1970 (aged 68)) بازیکن فوتبال اهل بریتانیا بود.
از باشگاه‌هایی که در آن بازی کرده‌است می‌توان به باشگاه فوتبال وینسفورد یونایتد، باشگاه فوتبال نلسون، باشگاه فوتبال مکلسفیلد تاون، و باشگاه فوتبال استوک‌پورت کانتی اشاره کرد.